# Tokio Hotel: Caught on Camera
Tokio Hotel: Caught on Camera (conosciuto anche come Tokio Hotel TV – Caught on Camera) è il quarto DVD dei Tokio Hotel. È stato rilasciato il 5 dicembre 2008 in Europa e l'8 dicembre 2008 in America, dalle etichette Universal Music Group ed Island Records.

## L'album
Per l'album sono stati girati due distinti DVD: History - The Very Best of Tokio Hotel TV e Future - The Road to the New Album.

### History - The Very Best of Tokio Hotel TV
Questo DVD ripercorre i momenti salienti della storia della band e la loro scalata al successo. Vi sono una serie di videoclip girati durante i concerti in alcune delle più importanti località dei loro tour come: New York, Montreal, Toronto, Los Angeles e Parigi, oltre ad una serie di filmati inediti come: On the Kart Track with Tom, Gustav And Geor (in italiano: Le corse in go-kart con Tom, Gustav e Geor) e Shopping with Bill (in italiano: Facendo acquisti con Bill).

### Future - The Road to the New Album
Questo DVD, presente nelle versioni deluxe e nella Limited Fan Package Version, contiene delle interviste ai Tokio Hotel, all'interno delle quali i membri della band tedesca parlano dei loro progetti futuri, dando delle anticipazioni riguardanti i loro prossimi progetti, in particolare dell'album Kings of Suburbia (pubblicato nel 2014). Vi sono, inoltre, dei videoclip di alcune sessioni in studio girati in fase di registrazione.

## Versioni
Esistono tre versioni del DVD: la versione standard, la versione deluxe ed un'edizione limitata.
La versione standard è formata da un DVD (History - The Very Best of Tokio Hotel TV) e da una raccolta di foto della band tedesca di 8 pagine.
La versione deluxe è formata da due DVD (History - The Very Best of Tokio Hotel TV e Future - The Road to the New Album), un poster ed una raccolta fotografica della band di 24 pagine.
Vi è, infine, un'edizione limitata del DVD, denominata Limited Fan Package Version, formata dalla versione deluxe dell'album e da una t-shirt dei Tokio Hotel.

## Tracce
La versione standard dell'album contiene 16 tracce, mentre la versione deluxe 26.

### Versione standard
1. Intro – 0:38
2. Tel Aviv, Parigi, Cannes, Essen – 3:00
3. MTV Europe Music Award 2007 – 9:21
4. Montreal, Toronto, Los Angeles – 2:03
5. Climbing With Gustav And Georg – 6:25
6. New York City – 1:30
7. On The Kart Track With Tom, Gustav And Georg – 4:59
8. New York City, Oberhausen – 3:15
9. Hot Topics@Hot Topic – 3:57
10. Interview Above The Clouds – 6:17
11. Lissabon, Paris – 3:30
12. Shopping With Bill – 6:43
13. Modena, Genf – 5:55
14. Werchter, Mexico City – 2:14
15. MTV VMA 2008. Music, Mayhem, Tokio Hotel – 6:44
16. Abspann Tokio Hotel TV – 2:00

### Versione Deluxe
DVD 1 – History - The Very Best of Tokio Hotel TV
1. Intro – 0:38
2. Tel Aviv, Parigi, Cannes, Essen – 3:00
3. MTV Europe Music Award 2007 – 9:21
4. Montreal, Toronto, Los Angeles – 2:03
5. Climbing With Gustav And Georg – 6:25
6. New York City – 1:30
7. On The Kart Track With Tom, Gustav And Georg – 4:59
8. New York City, Oberhausen – 3:15
9. Hot Topics@Hot Topic – 3:57
10. Interview Above The Clouds – 6:17
11. Lissabon, Paris – 3:30
12. Shopping With Bill – 6:43
13. Modena, Genf – 5:55
14. Werchter, Mexico City – 2:14
15. MTV VMA 2008. Music, Mayhem, Tokio Hotel – 6:44
16. Abspann Tokio Hotel TV – 2:00

DVD 2 – Future - The Road to the New Album
1. Interview Part I
2. Desert, Dust & Gasoline. Quad Biking With Tokio Hotel!
3. Interview Part 2
4. Past Time Secrets And Future Sins!
5. Interview Part 3
6. Bill And Tom In The Studio
7. Interview Part 4
8. Back On Track: Bill's Revenge!?
9. Interview Part 5
10. Pain And Paint: Tokio Hotel: Pull The Trigger!!!

## Classifiche
L'album ha ottenuto un rilevante successo, soprattutto in Europa, ottenendo 5 dischi d'oro (uno dei quali ottenuto in Portogallo in soli tre giorni), 2 dischi di platino (ottenuti in Francia in soli tre giorni) ed 1 disco di diamante.
| Paese             | Posizione massima |
| ----------------- | ----------------- |
| Austria           | 5                 |
| Belgio (Fiandre)  | 2                 |
| Belgio (Vallonia) | 4                 |
| Canada            | 14                |
| Croazia           | 1                 |
| Danimarca         | 6                 |
| Francia           | 1                 |
| Finlandia         | 2                 |
| Germania          | 2                 |
| Italia            | 1                 |
| Norvegia          | 1                 |
| Paesi Bassi       | 3                 |
| Portogallo        | 1                 |
| Rep. Ceca         | 1                 |
| Spagna            | 2                 |
| Stati Uniti       | 6                 |
| Svezia            | 3                 |
| Svizzera          | 3                 |